# Epitoxus longipennis
Epitoxus longipennis är en skalbaggsart som beskrevs av Yélamos 1996. Epitoxus longipennis ingår i släktet Epitoxus och familjen stumpbaggar. Inga underarter finns listade i Catalogue of Life.